# أماندا كاسترو
أماندا كاسترو (بالإسبانية: Amanda Castro)‏ هي كاتِبة وشاعرة هندوراسية، ولدت في 12 أكتوبر 1962 في تيغوسيغالبا في هندوراس، وتوفيت في 18 مارس 2010.